# Tram van Halberstadt
De tram van Halberstadt behoort naast de tram van Naumburg en de tram van Dessau tot de kleinere tramnetten in de Duitse deelstaat Saksen-Anhalt. De tram rijdt sinds 2 mei 1903 in het ten Noorden van de Harz gelegen en 42.000 inwoners tellende Halberstadt. Door ontoereikende investeringen en onderhoud tijdens de DDR-periode, kwam het voortbestaan van de tram op het einde van de jaren 1980 sterk in het gedrang. Na de Duitse hereniging werden de sporen en bovenleiding vernieuwd. Debatten over het al dan niet opheffen van de tram resulteerden uiteindelijk in het voordeel van de tram met als gevolg dat in het nieuwe millennium nieuwe lagevloertrams van het type Leoliner werden besteld. Daardoor is het hele net nu ook toegankelijk voor reizigers met een beperking.
De twee lijnen worden heden ten dage uitgebaat door de Halberstädter Verkehrs-GmbH. Op elke lijn geldt op weekdagen een kwartierfrequentie. De aftakking naar Klus wordt enkel tijdens het weekend bediend.

## Geschiedenis
Op 28 juni 1887 startte de Halberstädter Pferdebahn AG met een paardetrambedrijf. De beide lijnen startten aan het station, liepen naar de Fischmarkt en splitsten zich daar. De ene lijn voer naar de Johannistor, de andere naar het stadsdeel Vogtei. In 1901 besliste het stadsbestuur om het net te elektrificeren en op 1 juli 1902 nam de stad de exploitatie over onder de naam Halberstädter Straßenbahn AG. Bovendien werden beide trameindpunten onderling verbonden en werd er een parallel lopend traject aangelegd richting station door de huidige Walter-Rathenau-Straße en Richard-Wagner-Straße. De elektrificatiewerken werden op 2 mei 1903 afgerond met de bouw van een nieuwe stelplaats in de Gröperstraße, in de onmiddellijke omgeving van het onderstation. Op dezelfde dag begonnen de elektrische trams te rijden. De aansluiting van de stelplaats tot het net gebeurde via smalle en enge straten van de benedenstad.
De exploitatie begon met negentien voertuigen. Met de opening van de lijn naar het recreatiegebied Klusberge in 1903 waren er vanaf 1904 reeds zes extra voertuigen nodig. In 1908 werd het wagenpark andermaal uitgebreid met twee voertuigen. Tot 1909 flirtte de rendabiliteit van het net met de grens van de kostendekking maar vanaf dan was het net zo ontwikkeld dat het voldeed aan de behoeften van de reizigers en stijgende reizigersaantallen meebracht.
Het net omvatte in 1909 volgende lijnen:
- 1 Station – Magdeburger Straße – Fischmarkt – Bakenstraße – Grudenberg – Westendorf – Fischmarkt – Station
- 2 Station – Magdeburger Straße – Fischmarkt – Westendorf – Wilhelmstraße – Richard-Wagner-Straße – Station
- 3 Station – Magdeburger Straße – Fischmarkt – Hoher Weg – Gröperstraße – Friedhof (Kerkhof)
- 4 Station – Magdeburger Straße – Fischmarkt – Westendorf – Grudenberg
- 5 Fischmarkt – Spiegelstraße – Westerhäuser Straße – Klus
- 6 Friedhof – Hoher Weg – Fischmarkt – Spiegelstraße – Westerhäuser Straße – Klus

De zes lijnen waren goed voor een totale lijnlengte van 23,3 km. Het net zelf had een spoorlengte van 14,5 km. In 1913 werden 2,7 miljoen reizigers vervoerd wat een verdubbeling was ten opzichte van 1903.

### Eerste Wereldoorlog
De Eerste Wereldoorlog leidde ook in Halberstadt tot inkrimpingen. De ontvangers op de tram werden bijna volledig vervangen door vrouwelijke collega's. De economische wereldcrisis leidde tot een dalend aantal reizigers en de daardoor gedaalde ontvangsten leidde op 1 januari 1921 zelfs tot het afschaffen van de ontvanger. In 1924 werd de exploitatie op het traject Station - Magdeburger Straße - Fischmarkt opgeheven.
In 1925, na de invoering van de Rentenmark, hernam de tramexploitatie mét ontvanger, op drie lijnen:
- 1 Station – Magdeburger Straße – Fischmarkt – Vogtei – Grudenberg – Westendorf –Fischmarkt – Station
- 2 Station – Richard-Wagner-Straße – Friedrich-Ebert-Straße – Spiegelstraße
- 3 (Friedhof – Hoher Weg -) Fischmarkt – Spiegelstraße – Herbingstraße – Klus

### Tweede Wereldoorlog
Vanaf 1931 werden nieuwe voertuigen van de firma Lindner aangekocht. Ondanks het uitbreken van de oorlog werden tot 1941 in totaal elf nieuwe voertuigen aangekocht. Daarbij werd in 1943 ook een sinds lang gepland nieuw traject ingewijd. Maar op 8 april 1945 viel naast de historische stad ook het bijna volledige tramnet ten offer aan de bombardementen.
Al op 18 augustus 1945 kon de exploitatie hernomen worden op het traject tussen Friedhof en Fischmarkt. In de zomer van 1946 was het volledige net, zelfs het traject tot Klus opnieuw in bedrijf. Op 1 januari 1950 werd de exploitatie van de Stadtwerke Halberstadt overgenomen door de Kommunalen Wirtschaftsunternehmen der Stadt Halberstadt (KWU) die op 1 mei 1951 alweer werd ontbonden ten voordele van de VEB (K) Verkehrsbetriebe Halberstadt.

### Na de Tweede Wereldoorlog tot 1995

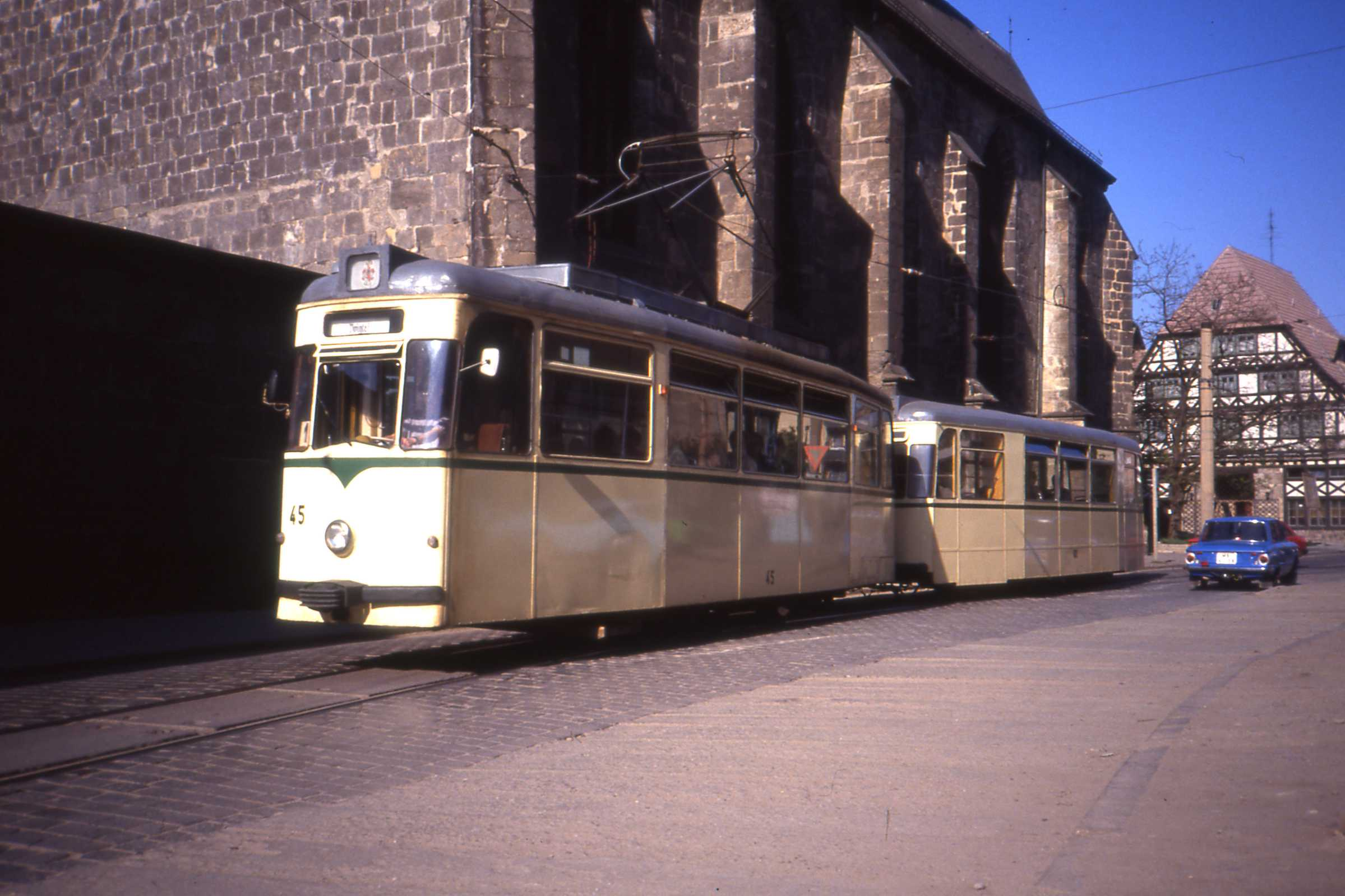
Gotha-tram 45 met bijwagen, 1990

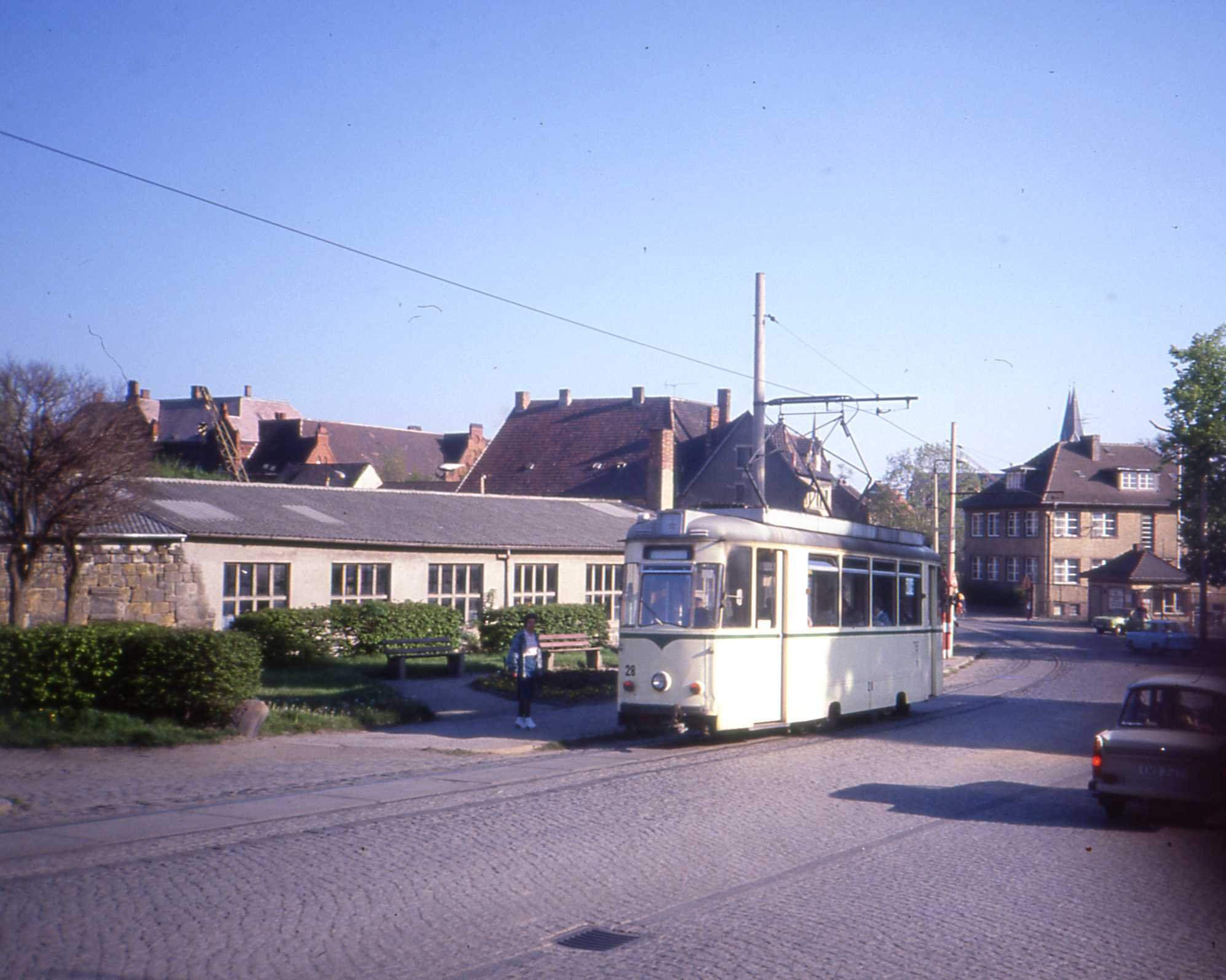
Reko-tram 28 in de Gröperstraße, 1990

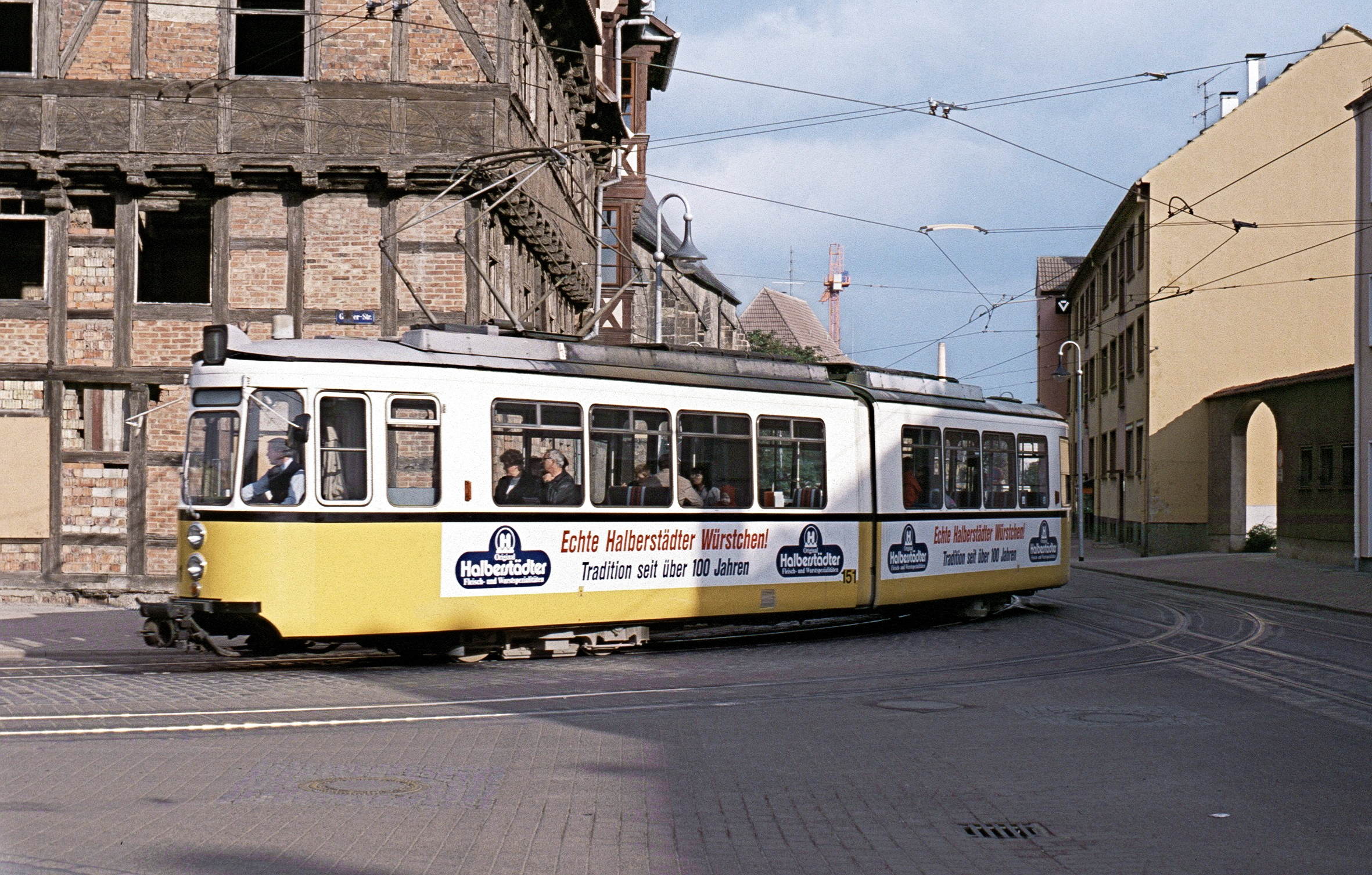
ER-GT4 151 (ex. Stuttgart 719) voor de herschildering, onderweg naar het eindpunt Friedhof, 1992

Vanaf juni 1951 werden de oude trams van de firma Lindner vervangen door de nieuwe LOWA- en later door de Gotha-motorwagens. In 1953 kwam het nieuwe administratieve gebouw aan het kerkhof in de Gröperstrasse in dienst. Eenmansbediening werd ingevoerd in 1966 en sinds 30 september 1976 zijn de trams uitgerust met ontwaardingstoestellen. Eind van de jaren 1970 werd het net op meerdere plaatsen heraangelegd. Zo verdween de tram uit de Magdeburger Straße en het traject in de Breiten Weg werd verlegd naar de Kühlinger Straße. Het eindpunt aan het station wijzigde door de aanleg van een keerlus en door de heraanleg van de haltes aan de Holzmarkt verdween de tram ook van de Fischmarkt.
Op 1 januari 1982 werd het bedrijf als VEB Städtischer Nahverkehr Halberstadt ondergebracht in het VE Verkehrskombinat Magdeburg. Zo bleef het tot aan het besluit dat de raad van het Bezirk (district) Maagdenburg op 25 mei 1990 nam. Nadat de stad opnieuw eigenaar werd van het ondertussen in verval geraakte bedrijf, werd besloten om de tram te behouden. Op 7 december 1992 werd de Halberstädter Verkehrs-GmbH opgericht. Ondertussen was men sinds 1991 begonnen om de sporen en bovenleidingen grondig te vernieuwen. In 1992 werd het voertuigenpark, door de overname van tweedehandstrams type GT4 uit Stuttgart en Freiburg im Breisgau, vernieuwd. Deze gelede trams kwamen in de plaats van de tweeassige trams. Op 4 augustus 1993 werd tramlijn 2 van het toenmalig eindpunt Vogtei verlengd naar de nieuwe keerlus Sargstedter Weg in de woonwijk Nordring.

### Na de eeuwwisseling
Op 2 mei 2003 werd het 100-jarige jubileum van de elektrische tram van Halberstadt gevierd. In de jaren 2003 tot 2005 zag de toekomst van de tram er niet zeer rooskleurig uit. In de gemeenteraad kwam de opheffing van de tramexploitatie telkens weer ter sprake maar de tram bleef overeind. Op 3 september 2005 werd met de toenmalige Leoliner Fahrzeugbau Leipzig-GmbH (thans HeiterBlick GmbH) een contract ondertekend voor de levering van vijf Leoliner-lagevloertrams van het type NGTW6-H. Tegelijk begon de heraanleg van de Friedrich-Ebert-Straße. Zowel de straat, nutsleidingen, sporen, bovenleiding en haltes werden volledig vernieuwd. De eerste Leoliner-tram voor Halberstadt werd voorgesteld op de verkeerstechnische vakbeurs InnoTrans 2006. Op 13 oktober 2006 werd de tram geleverd aan het vervoerbedrijf en op 14 oktober 2006 aan het publiek voorgesteld tijdens een opendeurdag in de stelplaats. De vier andere trams werden tot februari 2007 geleverd en sinds augustus van dat jaar zijn de vijf Leoliner-trams in dienst.
Sinds de nieuwe dienstregeling van 26 augustus 2007 zijn de lijnen 1 en 2 gekoppeld. Aan het station gaat de ene lijn over in de andere. De enkel op zater-, zon- en feestdagen rijdende lijn 3 werd vanaf dan opgeheven en het traject naar Klus werd geïntegreerd in lijn 2. De trams van lijn 2 in de richting van het station rijden dan vanaf de Herbingstraße via de keerlus Klus. Reizigers die komen uit de richting van het station kunnen aan de halte Herbingstraße overstappen richting Klus. Sinds 19 oktober 2009 is het dagelijks bereden net volledig herbouwd.
In de gemeenteraad van 7 juli 2011 werd beslist om de opheffing van de tramexploitatie te onderzoeken. Bij de bespreking van de stadsbegroting 2015, werd de opheffing van de tram verdaagd tot rond het jaar 2025.

## Huidig net
| Lijn | Vertrekhalte | Traject | Eindhalte       | Opmerking                          |
| 1    | Station      | Heinrich-Heine-Platz – Fischmarkt – Holzmarkt – Zuckerfabrik                                                           | Kerkhof         | rijdt enkel maandag tot zaterdag   |
| 2    | Station      | Heinrich-Heine-Platz – Landratsamt – Herbingstraße (– Klus – Herbingstraße) – Westerhäuser Straße – Holzmarkt – Vogtei | Sargstedter Weg | enkel tijdens het weekend via Klus |

De tramlijnen rijden van maandag tot vrijdag tussen 5 en 20 uur. Op zater-, zon- en feestdagen is de dienst beperkt tussen 5 en 18.30 uur.
Gezien er slechts vijf Leoliners ter beschikking zijn en er voor de kwartierdienst op weekdagen ook vijf trams nodig zijn, wordt bij de uitval van een tram, bijvoorbeeld door defect, een hogevloertram van het type GT4 ingezet. De ritten die eventueel vervangen dienen te worden door deze oude trams met hoge vloer, worden als dusdanig ook aangeduid in de dienstregeling.

## Voertuigen

### In dienst
- 5 gelede lagevloertrams NGTW6-H Leoliner, genummerd 1 tot 5
- 3 gelede tweerichtingtrams GT4, genummerd 164 (voorheen Freiburg 106), 167 (voorheen Nordhausen 91 en Freiburg 110), en 168 (voorheen Nordhausen 92 en Freiburg 111)
- 1 gelede eenrichtingtram GT4, genummerd 156 (voorheen Stuttgart 550)

### Historische trams en bijzondere voertuigen
- 1 historische motorwagen Lindner, bouwjaar 1939, nummer 31, dient bij gelegenheid voor stadsrondritten voor vooraf gereserveerde groepen
- 1 historische motorwagen ET54 LOWA, bouwjaar 1956
- 1 motorwagen T57E met bijwagen B2-64, genummerd 39, 61, bouwjaar 1960/1969, dient bij gelegenheid voor stadsrondritten voor vooraf gereserveerde groepen
- 1 motorwagen T2.62 Kinderbahn, genummerd 30, bouwjaar 1966 (1996 voorheen in gewone exploitatie, 1979 voorheen Halle/Saale 750)
- 1 motorwagen TZ 70, genummerd 29, bouwjaar 1975 (2001 ex 29 in gewone exploitatie, 2009 voorheen als monument naast de stelplaats)
- 1 gelede motorwagen GT4 ZR HAKIBA, genummerd 166, bouwjaar 1962 (2006 voorheen 166 in gewone exploitatie, 1997 voorheen Freiburg 104)
- 1 gelede motorwagen GT4 ZR voor spooronderhoud, genummerd 161, bouwjaar 1962 (2010 voorheen 161 in gewone exploitatie, 1994 voorheen Freiburg 105)